# Otinotus karenianus
Otinotus karenianus är en insektsart som beskrevs av William Lucas Distant 1914. Otinotus karenianus ingår i släktet Otinotus och familjen hornstritar. Inga underarter finns listade i Catalogue of Life.